# Bátorová
Bátorová é um município da Eslováquia, situado no distrito de Veľký Krtíš, na região de Banská Bystrica. Tem 5,94 km² de área e sua população em 2018 foi estimada em 372 habitantes.

## Demografia
| Ano:        | 1994 | 2004    | 2014   | 2024    |
| ----------- | ---- | ------- | ------ | ------- |
| Broj ljudi: | 413  | 371     | 383    | 328     |
| Razlika:    |      | -10,16% | +3,23% | -14,36% |

| Ano:               | 2023 | 2024   |
| ------------------ | ---- | ------ |
| Número de pessoas: | 335  | 328    |
| Diferença:         |      | -2,08% |